# Castandet
Castandet település Franciaországban, Landes megyében. Lakosainak száma 420 fő (2022. január 1.). Castandet Bordères-et-Lamensans, Cazères-sur-l’Adour, Grenade-sur-l’Adour, Hontanx, Maurrin, Pujo-le-Plan és Saint-Gein községekkel határos.

## Népesség
A település népességének változása:
| Lakosok száma | 433  | 384  | 375  | 407  | 403  | 398  | 398  | 398  | 406  | 420  |
|               | 1968 | 1982 | 1990 | 2006 | 2013 | 2015 | 2017 | 2019 | 2020 | 2022 |